# Autoroute A2 (Pologne)
L'autoroute A2 est une autoroute polonaise d’une longueur de totale de 610 km, dont les trois quarts sont déjà ouverts à la circulation, la partie orientale étant pour partie en travaux et pour partie encore à l’état de projet. Cette autoroute, payante sur la plus grande partie de son parcours, fait partie de la route européenne 30 et devrait être achevée en 2020. Elle traversera entièrement le pays d’est en ouest, de Kukuryki, près de Brest (à la frontière biélorusse) jusqu’à Świecko, près de Francfort-sur-l’Oder (à la frontière allemande). À l’ouest, elle est prolongée vers Berlin par l’autoroute allemande BAB 12 et elle débouchera à l’est sur la route fédérale biélorusse M1, qui conduit à Minsk et Moscou. Le coût total du péage est de 81,9 zloty soit 19 euros au 1er janvier 2016.

## Histoire
Le projet de construire une autoroute pour relier Berlin à Moscou est né dans les années 1970, à l’occasion des préparatifs pour les Jeux olympiques d'été de 1980 organisés à Moscou. La crise économique de l'époque obligeant alors à renoncer au projet, seule une petite portion d’autoroute est finalement construite dans les années 1980 aux environs de Konin. Celle-ci est modernisée et prolongée vers Poznań et Łódź dans les années 2000.
Le projet prend un nouvel essor lorsque la Pologne et l’Ukraine apprennent que leur candidature conjointe a été retenue pour l’organisation du Championnat d'Europe de football 2012. L’objectif affiché est alors de parvenir à relier Berlin à Varsovie par autoroute pour le match d’ouverture, fixé au 8 juin 2012, puis de prolonger ultérieurement le tracé jusqu’à la frontière biélorusse. Au total, il faut achever une longueur totale de 610 km, dont seulement 254 km sont alors ouverts à la circulation. Les travaux sont accélérés : la jonction avec l’autoroute allemande BAB 12 progresse plus rapidement que prévu (la mise en service du tronçon le plus occidental a lieu le 1er décembre 2011), et le 6 juin 2012 (soit deux jours avant le début de l’Euro 2012) l’autoroute est prolongée jusqu’au futur Périphérique de Varsovie (Ekspresowa Obwodnica Warszawy, lui-même en construction). Quant aux travaux de prolongement à l’est, ils ont commencé en 2011 : l’autoroute devrait être mise en service jusqu’à Siedlce fin 2015 et finalement rejoindre la frontière biélorusse en 2020. 

## Autoroute de la liberté

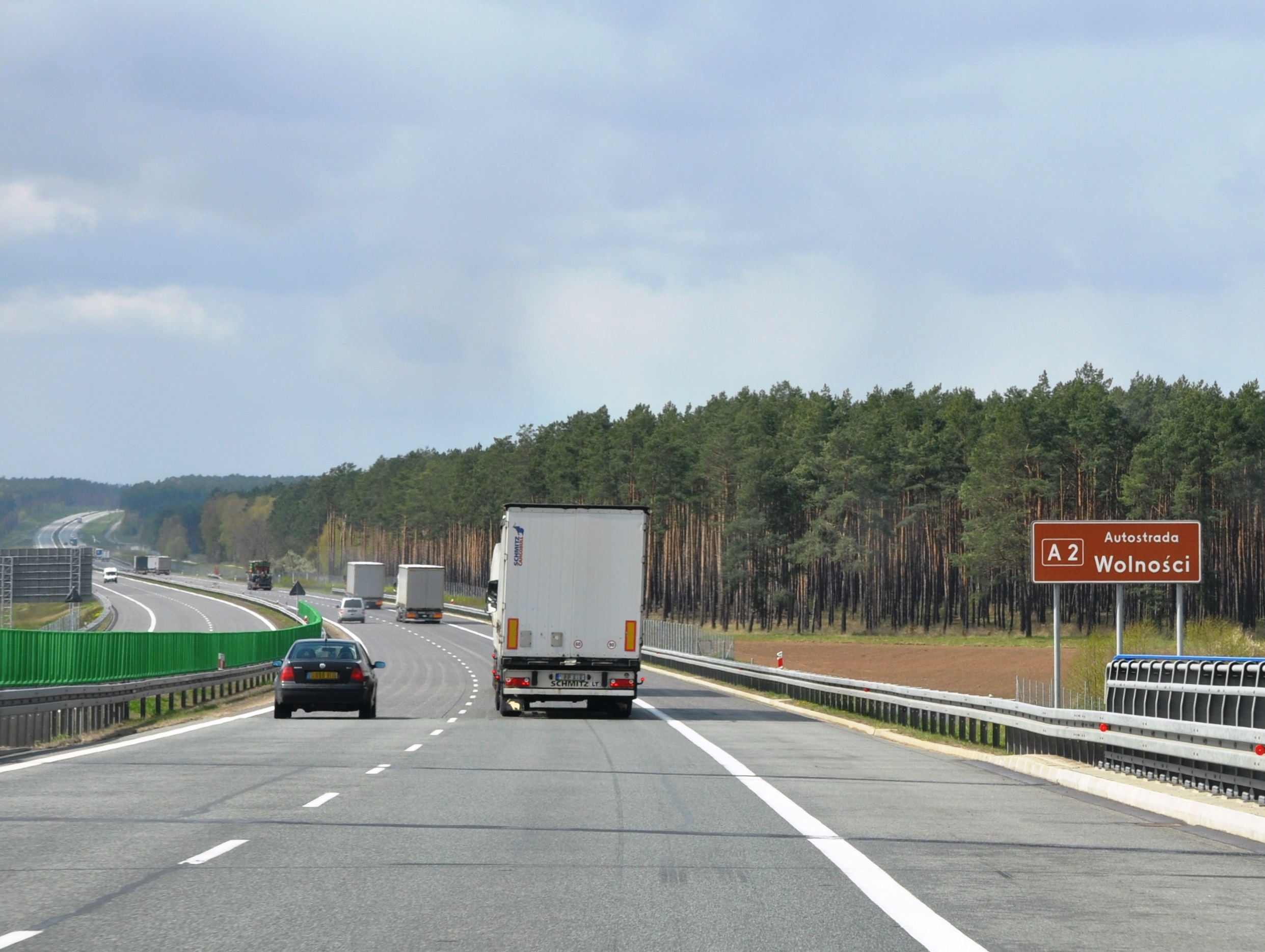
Autoroute de la Liberté, en Pologne.

Le 4 juin 2014, le président polonais Bronisław Komorowski et le président allemand Joachim Gauck inaugurent près de Brwinów l'autoroute de la liberté, reliant Berlin à Varsovie.

## Parcours
- Aire de service Station Orlen (sens Kukuryki-Świecko)
- 1 Świecko : Świecko, Słubice DK29
- Aire de service Gliniec (sens Kukuryki-Świecko)
- Aire de service Sosna (sens Świecko-Kukuryki)
- 2 Rzepin : Rzepin, Świebodzin DK92
- Péage de Tarnawa
- 3 Torzym : Torzym, Sulęcin (Péage) DW134
  -  Aire de repos Walewice (sens  Kukuryki-Świecko)
  -  Aire de repos Koryta (sens  Świecko-Kukuryki)
- Échangeur entre A2 et S3 Jordanowo : Szczecin, Gorzów Wielkopolski, Zielona Góra (Péage)
- Aire de service Chociszewo (sens Kukuryki-Świecko)
- Aire de service Rogoziniec (sens Świecko-Kukuryki)
- 4 Trzciel : Trzciel (Péage)
- 5 Nowy Tomyśl : Nowy Tomyśl, Pniewy (Péage) DW305
  -  Aire de repos Wytomyśl (sens  Kukuryki-Świecko)
  -  Aire de repos Kozielaski (sens  Świecko-Kukuryki)
- Aire de service Sędzinko (sens Kukuryki-Świecko)
- Aire de service Zalesie (sens Świecko-Kukuryki)
- 6 Buk : Buk DW307
  -  Aire de repos Dopiewiec (sens  Kukuryki-Świecko)
  -  Aire de repos Konarzewo (sens  Świecko-Kukuryki)
- Péage de Gołuski
- Échangeur entre A2, S11 et S5 (en construction) Poznań Zachód : Poznań, Koszalin, Piła, Leszno, Wrocław (en construction)
- Tronçon commun avec la S11 et la S5
- 7 Poznań Komorniki : Poznań (Grunwald), Stęszew, Komorniki DK5 DW196
- 8 Poznań Luboń : Poznań (centre, Wilda), Luboń, Puszczykowo, Mosina DW430
- Échangeur entre A2, S11 et DW433 Poznań Krzesiny : Poznań, Katowice
- Fin du tronçon commun avec la S11
- Aire de service Tulce (sens Kukuryki-Świecko)
- Aire de service Krzyżowniki (sens Świecko-Kukuryki)
- Échangeur entre A2 et S5 Poznań Wschód : Bydgoszcz, Gniezno, Kostrzyn
- Fin du tronçon commun avec la S5
- Péage de Nagradowice
  -  Aire de repos Chwałszyce (sens  Kukuryki-Świecko)
  -  Aire de repos Targowa Górka (sens  Świecko-Kukuryki)
- 9 Września : Września DK92
  -  Aire de repos Sołeczno (sens  Kukuryki-Świecko)
  -  Aire de repos Gozdowo (sens  Świecko-Kukuryki)
  -  Aire de repos Skarboszewo (sens  Kukuryki-Świecko)
- 10 Słupca : Słupca, Zagórów (Péage) DW466
  -  Aire de repos Lądek (sens  Świecko-Kukuryki)
- Péage de Lądek
- 11 Sługocin : Sługocin, Golina, Zagórów DW467
- Aire de service Osiecza (dans les deux sens)
- 12 Konin Zachód : Konin (sud) (centre), Kalisz DK25
- 13 Konin Wschód : Konin, Turek DK72
- Péage de Żdżary
  -  Aire de repos Kuny (sens  Kukuryki-Świecko)
  -  Aire de repos Leonia (sens  Świecko-Kukuryki)
- 14 Koło : Koło, Turek (Péage)
- Aire de service Police (sens Kukuryki-Świecko)
- Aire de service Łęka (sens Świecko-Kukuryki)
  -  Aire de repos Sobótka (sens  Kukuryki-Świecko)
  -  Aire de repos Cichmiana (sens  Świecko-Kukuryki)
- 15 Dąbie : Dąbie, Kłodawa (Péage) DW473
  -  Aire de repos Kozanki (sens  Kukuryki-Świecko)
  -  Aire de repos Zaborów (sens  Świecko-Kukuryki)
- 16 Wartkowice : Łęczyca, Poddębice (Péage) DW703
- Aire de service Chrząstów (dans les deux sens)
- 17 Emilia : Ozorków, Zgierz (Péage) DK91
  -  Aire de repos Ciosny (dans les deux sens)
- 18 Zgierz : Zgierz, Łódź (Péage) DW702
- Péage de Stryków
- 19 Stryków : Stryków, Zgierz, Łódź DK14 DK71
- Échangeur entre A2 et A1 Łódź Północ : Włocławek, Toruń, Grudziądz, Gdańsk, Łódź, Częstochowa, Katowice
- Aire de service Nowostawy (sens Kukuryki-Świecko)
- Aire de service Niesułków (sens Świecko-Kukuryki)
- 19 Łowicz : Łowicz DW704
- Aire de service Pama (sens Kukuryki-Świecko)
- Aire de service Polesie (sens Świecko-Kukuryki)
- 20 Skerniewice : Łowicz, Skierniewice DK70
  -  Aire de repos Bolimów (sens  Kukuryki-Świecko)
  -  Aire de repos Mogiły (sens  Świecko-Kukuryki)
- 21 Wiskitki : Sochaczew, Żyrardów DK50
- Échangeur entre A2, A50 et S50 en projet
  -  Aire de repos Baranów (sens  Kukuryki-Świecko)
  -  Aire de repos Baranów (sens  Świecko-Kukuryki)
- 22 Grodzisk Mazowiecki : Grodzisk Mazowiecki, Brwinów, Błonie DW579
- Aire de service Brwinów (sens Kukuryki-Świecko)
- Aire de service Brwinów (sens Świecko-Kukuryki)
- 23 Pruszków : Pruszków, Ożarów Mazowiecki DW701
- Échangeur entre A2, S2 (EOW) et S8 Konotopa: Varsovie, Cracovie, Białystok, Kukuryki
- L'autoroute devient la voie rapide S2 pendant le contournement de Varsovie
- Échangeur entre A2, S2 (EOW) et S17 Lubelska: Varsovie (est), Lublin
- 24 Halinów : Halinów, Sulejówek
  -  Aire de repos Ostrów-Kania (sens  Kukuryki-Świecko)
  -  Aire de repos Ostrów-Kania (sens  Świecko-Kukuryki)
- Échangeur entre A2, A50 et S50 en projet
- 25 Mińsk Mazowiecki : Mińsk Mazowiecki DK50
- 26 Janów : Mińsk Mazowiecki
- Aire de service Józefin (sens Kukuryki-Świecko)
- Aire de service Jakubów (sens Świecko-Kukuryki)
- 27 Kałuszyn : Kałuszyn DK2 DK92
- La suite de l'autoroute vers Siedlce puis vers la frontière biélorusse est en construction ou en projet